# Іменна стипендія Верховної Ради України студентам вищих навчальних закладів
Іменна стипендія Верховної Ради України студентам вищих навчальних закладів призначається студентам, які навчаються у вищих навчальних закладах I-IV рівнів акредитації державної форми власності за кошти загального фонду державного бюджету на денній формі навчання.
Іменні стипендії студентам вищих навчальних закладів засновано Верховною Радою України у 1996 році з метою морального і матеріального заохочення здобуття вищої освіти  студентами вищих навчальних закладів, які виявили особливі успіхи в навчанні та науковій роботі.

## Кількість стипендій
Для студентів вищих навчальних закладів, які виявили особливі успіхи в навчанні та науковій роботі, засновано 500 іменних стипендій Верховної Ради України, у тому числі:
- 175 стипендій – студентам вищих навчальних закладів I і II рівнів акредитації;
- 325 стипендій – студентам вищих навчальних закладів III і IV рівнів акредитації.

Встановлено квоти іменних стипендій Верховної Ради України центральним органам виконавчої влади, у підпорядкуванні яких є вищі навчальні заклади (ВНЗ), зокрема:
Міністерству освіти і науки України – 105 стипендій студентам ВНЗ I-II рівнів акредитації та   239 – ВНЗ III-IV рівнів акредитації; Міністерству аграрної політики України відповідно – 24 та 23; Міністерству транспорту та зв'язку України – 18 та 5; Міністерству охорони здоров'я України – 9 та 15 тощо.

## Розміри стипендій
Встановлено розміри стипендій: 
- для студентів ВНЗ I-II  рівнів акредитації, які навчаються за  освітньо-кваліфікаційним рівнем "молодший спеціаліст" або "бакалавр", - 1800 гривень;
- для студентів ВНЗ III-IV  рівнів акредитації, наукових установ, які навчаються за освітньо-кваліфікаційним рівнем "бакалавр",  "спеціаліст" або "магістр", - 2300 гривень.[1]

## Порядок призначення стипендій
1. Міністерством освіти і науки України встановлено квоти іменних стипендій Верховної Ради України центральним органам виконавчої влади, у підпорядкуванні яких є вищі навчальні заклади;
2. Центральні органи виконавчої влади, у підпорядкуванні яких є вищі навчальні заклади розподіляють стипендії між ВНЗ;
3. Кандидат на призначення стипендії висувається ВНЗ за погодженою з органом студентського самоврядування пропозицією вченої (педагогічної) ради з числа
4. студентів, які за результатами літнього семестрового контролю мають відмінні оцінки з кожної навчальної дисципліни та які мають найбільші успіхи у навчанні та науковій роботі;
5. ВНЗ надсилає центральному органу виконавчої влади, у підпорядкуванні якого знаходиться, мотивоване подання щодо кандидатури на призначення стипендії;
6. Стипендія призначається щороку з 1 вересня строком на один навчальний рік наказом керівника центрального органу виконавчої влади, якому підпорядкований ВНЗ, і виплачується за місцем навчання стипендіата у межах коштів, передбачених у загальному  фонді кошторису ВНЗ на стипендіальне забезпечення, у встановленому розмірі (див. наприклад накази: [2]; [3] та [4]).

Порядок призначення іменних стипендій Верховної Ради України студентам вищих навчальних закладів (з затвердження відповідних квот) був спочатку затверджений наказом  Міністерства освіти України від 01.08.96 № 257, а потім змінено наказом Міністерства освіти України від 15.10.2010 № 958 